# Schizocypris ladigesi
Schizocypris ladigesi es una especie de peces de la familia
Cyprinidae en el orden de los Cypriniformes.

## Hábitat
Es un pez de agua dulce y de clima subtropical.

## Distribución geográfica
Se encuentran en Asia: río Kankae ( Afganistán ).